# Вся красота и кровопролитие
«Вся красота и кровопролитие» (англ. All the Beauty and the Bloodshed) — документальный фильм 2022 года американского режиссёра Лоры Пойтрас, рассказывающий о фотографе Нэн Голдин. Был удостоен Золотого льва на 79-м Венецианском кинофестивале.

## Сюжет
Центральный персонаж фильма — Нэн Голдин, фотограф и активистка, которая пытается привлечь компанию Purdue Pharma к ответственности за производство обезболивающего препарата оксикодона, вызывающего наркотическую зависимость. Основное содержание картины — интервью с Голдин, но на экране появляются и другие рассказчики. В их числе соратники главной героини Патрик Радден Киф и Меган Каплер.

## Создание и оценки
Нэн Голдин сама обратилась в продюсерскую компанию с предложением снять фильм на основе её фотографий, созданных за два года борьбы с фармацевтической компанией. Ей предложили в качестве режиссёра Лору Пойтрас. Известно, что сначала Голдин скептически отнеслась к такому выбору, так как ей не нравились фильмы Пойнтрас. Однако та проделала огромную работу, постаравшись шире показать биографию главной героини: в картине идёт речь о творческих достижениях Голдин, о её работе в секс-индустрии, о самоубийстве её сестры. В итоге Голдин осталась довольна фильмом, уточнив в одном из интервью, что Пойтрас рассказывает её жизнь её голосом, хотя это и не совсем та версия, которую она выбрала бы сама.
Премьера картины состоялась в сентябре 2022 года на 79-м Венецианском кинофестивале. Фильм был удостоен Золотого льва и стал первой документальной лентой с 2013 года, отмеченной такой наградой. Позже его показали на кинофестивале в Нью-Йорке.
Права на показ «Всей красоты и кровопролития» в кинотеатрах США купила в августе 2022 года компания Neon, тогда как права в Великобритании и Ирландии были переданы Altitude Film Distribution. В сентябре 2022 года HBO Documentary Films приобрела права на показ фильма по телевидению и на своём стриминговом сервисе. Театральный релиз начался 23 ноября. 
Фильм вошёл в шорт-лист из 15 номинантов на кинопремию «Оскар» в категории Лучший полнометражный документальный фильм. Он занял 37-ю позицию в списке 100 лучших фильмов 2020-х годов от журнала IndieWire. На сайте-агрегаторе отзывов Rotten Tomatoes картина получила рейтинг 95% при средней оценке 8,7 из 10.